# Gouvernement Yıldırım
 (juin 2023).
Si vous disposez d'ouvrages ou d'articles de référence ou si vous connaissez des sites web de qualité traitant du thème abordé ici, merci de compléter l'article en donnant les références utiles à sa vérifiabilité et en les liant à la section « Notes et références ».
République de Turquie
Davutoğlu III Erdoğan IV
Le gouvernement Yıldırım, officiellement 65e gouvernement turc (en turc : 65. Türkiye Hükûmeti) est le gouvernement de la république de Turquie du 29 mai 2016 au 7 juillet 2018, durant la vingt-sixième législature de la Grande Assemblée nationale de Turquie.

## Historique du mandat
Dirigé par le nouveau Premier ministre islamo-conservateur Binali Yıldırım, précédemment ministre des Transports, ce gouvernement sera constitué et soutenu uniquement par le Parti de la justice et du développement (AKP). Seul, il dispose de 317 députés sur 550, soit 57,6 % des sièges de la Grande Assemblée nationale.
Il est formé à la suite de la démission d'Ahmet Davutoğlu, au pouvoir depuis août 2014.
Il succède donc au gouvernement Davutoğlu III, constitué et soutenu par le seul AKP et constitué en novembre 2015.

### Formation
Le 5 mai 2016, après plusieurs désaccords avec le président de la République Recep Tayyip Erdoğan, Davutoğlu annonce la convocation du second congrès extraordinaire de l'AKP et qu'il renoncera à cette occasion à la présidence générale du parti. Yıldırım, ministre des Transports et ancien conseiller spécial du chef de l'État, est donc élu à la direction de la formation à l'unanimité le 22 mai. Il est alors appelé à constituer un nouvel exécutif, dont il annonce la composition le 24 mai. Jusqu'à la tenue d'un vote de confiance parlementaire, le gouvernement Davutoğlu III assure l'expédition des affaires courantes.
Il remporte le vote de confiance du 29 mai par 315 voix pour et 138 voix contre.
Fatma Betül Sayan Kaya est la seule femme membre du gouvernement.

### Évolution
Un large remaniement a lieu le 19 juillet 2017 et marque l'entrée de Jülide Sarıeroğlu, ministre du Travail et de la Sécurité sociale, qui devient la deuxième femme ministre du gouvernement.

### Succession
À la suite de la révision constitutionnelle adoptée en avril 2017 après un référendum constitutionnel, la Turquie, alors république parlementaire, passe à un régime présidentiel.
Le 18 avril 2018, le président Recep Tayyip Erdoğan, annonce des élections anticipées pour le 24 juin, celles-ci étant à l'origine prévues pour le 3 novembre 2019. Celui-ci est réélu président de la République dès le premier tour et sa coalition l'Alliance populaire remporte les élections législatives.
La composition du gouvernement est annoncée le 9 juillet 2018,.

## Composition

### Initiale
- Les nouveaux ministres sont indiqués en gras, ceux ayant changé d'attributions en italique.

| Fonction                                                     | Titulaire | Titulaire              | Parti |
| ------------------------------------------------------------ | --------- | ---------------------- | ----- |
| Premier ministre                                             |           | Binali Yıldırım        | AKP   |
| Vice-Premier ministre                                        |           | Nurettin Canikli       | AKP   |
| Vice-Premier ministre                                        |           | Mehmet Şimşek          | AKP   |
| Vice-Premier ministre                                        |           | Numan Kurtulmuş        | AKP   |
| Vice-Premier ministre                                        |           | Tuğrul Türkeş          | AKP   |
| Vice-Premier ministre                                        |           | Veysi Kaynak           | AKP   |
| Ministre des Affaires étrangères                             |           | Mevlüt Çavuşoğlu       | AKP   |
| Ministre de l'Intérieur                                      |           | Efkan Ala              | AKP   |
| Ministre des Finances                                        |           | Naci Ağbal             | AKP   |
| Ministre de la Justice                                       |           | Bekir Bozdağ           | AKP   |
| Ministre de l'Énergie et des Ressources naturelles           |           | Berat Albayrak         | AKP   |
| Ministre de l'Alimentation, de l'Agriculture et de l'Élevage |           | Faruk Çelik            | AKP   |
| Ministre de la Culture et du Tourisme                        |           | Nabi Avcı              | AKP   |
| Ministre de la Santé                                         |           | Recep Akdağ            | AKP   |
| Ministre de l'Éducation nationale                            |           | İsmet Yılmaz           | AKP   |
| Ministre de la Défense nationale                             |           | Fikri Işık             | AKP   |
| Ministre de la Science, de l'Industrie et de la Technologie  |           | Faruk Özlü             | AKP   |
| Ministre du Travail et de la Sécurité sociale                |           | Süleyman Soylu         | AKP   |
| Ministre des Transports, de la Mer et des Communications     |           | Ahmet Arslan           | AKP   |
| Ministre de la Famille et de la Politique sociale            |           | Fatma Betül Sayan Kaya | AKP   |
| Ministre des Affaires de l'Union européenne                  |           | Ömer Çelik             | AKP   |
| Ministre de l'Économie                                       |           | Nihat Zeybekci         | AKP   |
| Ministre de la Jeunesse et des Sports                        |           | Akif Çağatay Kılıç     | AKP   |
| Ministre du Développement                                    |           | Lütfi Elvan            | AKP   |
| Ministre des Douanes et du Commerce                          |           | Bülent Tüfekçi         | AKP   |
| Ministre de l'Environnement et de l'Urbanisme                |           | Mehmet Özhaseki        | AKP   |
| Ministre des Forêts et des Eaux                              |           | Veysel Eroğlu          | AKP   |

### Remaniement du 31 août 2016
- Les nouveaux ministres sont indiqués en gras, ceux ayant changé d'attributions en italique.

| Fonction                                                     | Titulaire | Titulaire              | Parti |
| ------------------------------------------------------------ | --------- | ---------------------- | ----- |
| Premier ministre                                             |           | Binali Yıldırım        | AKP   |
| Vice-Premier ministre                                        |           | Nurettin Canikli       | AKP   |
| Vice-Premier ministre                                        |           | Mehmet Şimşek          | AKP   |
| Vice-Premier ministre                                        |           | Numan Kurtulmuş        | AKP   |
| Vice-Premier ministre                                        |           | Tuğrul Türkeş          | AKP   |
| Vice-Premier ministre                                        |           | Veysi Kaynak           | AKP   |
| Ministre des Affaires étrangères                             |           | Mevlüt Çavuşoğlu       | AKP   |
| Ministre de l'Intérieur                                      |           | Süleyman Soylu         | AKP   |
| Ministre des Finances                                        |           | Naci Ağbal             | AKP   |
| Ministre de la Justice                                       |           | Bekir Bozdağ           | AKP   |
| Ministre de l'Énergie et des Ressources naturelles           |           | Berat Albayrak         | AKP   |
| Ministre de l'Alimentation, de l'Agriculture et de l'Élevage |           | Faruk Çelik            | AKP   |
| Ministre de la Culture et du Tourisme                        |           | Nabi Avcı              | AKP   |
| Ministre de la Santé                                         |           | Recep Akdağ            | AKP   |
| Ministre de l'Éducation nationale                            |           | İsmet Yılmaz           | AKP   |
| Ministre de la Défense nationale                             |           | Fikri Işık             | AKP   |
| Ministre de la Science, de l'Industrie et de la Technologie  |           | Faruk Özlü             | AKP   |
| Ministre du Travail et de la Sécurité sociale                |           | Mehmet Müezzinoğlu     | AKP   |
| Ministre des Transports, de la Mer et des Communications     |           | Ahmet Arslan           | AKP   |
| Ministre de la Famille et de la Politique sociale            |           | Fatma Betül Sayan Kaya | AKP   |
| Ministre des Affaires de l'Union européenne                  |           | Ömer Çelik             | AKP   |
| Ministre de l'Économie                                       |           | Nihat Zeybekci         | AKP   |
| Ministre de la Jeunesse et des Sports                        |           | Akif Çağatay Kılıç     | AKP   |
| Ministre du Développement                                    |           | Lütfi Elvan            | AKP   |
| Ministre des Douanes et du Commerce                          |           | Bülent Tüfekçi         | AKP   |
| Ministre de l'Environnement et de l'Urbanisme                |           | Mehmet Özhaseki        | AKP   |
| Ministre des Forêts et des Eaux                              |           | Veysel Eroğlu          | AKP   |

### Remaniement du 19 juillet 2017
- Les nouveaux ministres sont indiqués en gras, ceux ayant changé d'attributions en italique.

| Fonction                                                     | Titulaire | Titulaire              | Parti |
| ------------------------------------------------------------ | --------- | ---------------------- | ----- |
| Premier ministre                                             |           | Binali Yıldırım        | AKP   |
| Vice-Premier ministre                                        |           | Recep Akdağ            | AKP   |
| Vice-Premier ministre                                        |           | Mehmet Şimşek          | AKP   |
| Vice-Premier ministre                                        |           | Bekir Bozdağ           | AKP   |
| Vice-Premier ministre                                        |           | Hakan Çavuşoğlu        | AKP   |
| Vice-Premier ministre                                        |           | Fikri Işık             | AKP   |
| Ministre des Affaires étrangères                             |           | Mevlüt Çavuşoğlu       | AKP   |
| Ministre de l'Intérieur                                      |           | Süleyman Soylu         | AKP   |
| Ministre des Finances                                        |           | Naci Ağbal             | AKP   |
| Ministre de la Justice                                       |           | Abdulhamit Gül         | AKP   |
| Ministre de l'Énergie et des Ressources naturelles           |           | Berat Albayrak         | AKP   |
| Ministre de l'Alimentation, de l'Agriculture et de l'Élevage |           | Ahmet Eşref Fakıbaba   | AKP   |
| Ministre de la Culture et du Tourisme                        |           | Numan Kurtulmuş        | AKP   |
| Ministre de la Santé                                         |           | Ahmet Demircan         | AKP   |
| Ministre de l'Éducation nationale                            |           | İsmet Yılmaz           | AKP   |
| Ministre de la Défense nationale                             |           | Nurettin Canikli       | AKP   |
| Ministre de la Science, de l'Industrie et de la Technologie  |           | Faruk Özlü             | AKP   |
| Ministre du Travail et de la Sécurité sociale                |           | Jülide Sarıeroğlu      | AKP   |
| Ministre des Transports, de la Mer et des Communications     |           | Ahmet Arslan           | AKP   |
| Ministre de la Famille et de la Politique sociale            |           | Fatma Betül Sayan Kaya | AKP   |
| Ministre des Affaires de l'Union européenne                  |           | Ömer Çelik             | AKP   |
| Ministre de l'Économie                                       |           | Nihat Zeybekci         | AKP   |
| Ministre de la Jeunesse et des Sports                        |           | Osman Aşkın Bak        | AKP   |
| Ministre du Développement                                    |           | Lütfi Elvan            | AKP   |
| Ministre des Douanes et du Commerce                          |           | Bülent Tüfekçi         | AKP   |
| Ministre de l'Environnement et de l'Urbanisme                |           | Mehmet Özhaseki        | AKP   |
| Ministre des Forêts et des Eaux                              |           | Veysel Eroğlu          | AKP   |